# نائماوات
النائماوات (الاسم العلمي: Hypnaceae)، فصيلة نباتات حزازية من رتبة النائمات ذات انتشار عالمي واسع.